# Lonchaea nebulosa
Lonchaea nebulosa är en tvåvingeart som beskrevs av Mcalpine och Monroe 1968. Lonchaea nebulosa ingår i släktet Lonchaea och familjen stjärtflugor.
Artens utbredningsområde är Québec. Inga underarter finns listade i Catalogue of Life.